# خوسيه سيلايا
خوسيه سيلايا (بالإنجليزية: José Celaya)‏ مواليد 3 نوفمبر 1981 في ساليناس، هو ملاكم محترف أمريكي يصنف ضمن فئة الوزن المتوسط.

## إحصائيات
خاض خلال مسيرته 38 نزالا، فاز في 31 ولم يتعادل وخسر في 7. فاز بالضربة القاضية في 16 نزالا.

## روابط خارجية
- خوسيه سيلايا على موقع بوكس ريك (الإنجليزية) (registration required)